# Attentat de l'aéroport de Kaboul
L'attentat de l'aéroport de Kaboul est un attentat-suicide survenu le 26 août 2021 près d'Abbey Gate à l'aéroport de Kaboul, en Afghanistan, lors de  l'évacuation d'Afghanistan. Cet attentat intervient quelques heures après que le Département d'État des États-Unis a demandé aux Américains à l'extérieur de l'aéroport de partir en raison d'une menace terroriste. Au moins 182 personnes ont été tuées, dont treize militaires américains, premières victimes militaires américaines en Afghanistan depuis février 2020.

## Contexte
Après la prise de Kaboul par les talibans le 15 août 2021, qui contrôlent déjà les postes-frontières terrestres vers les pays voisins, l'aéroport international Hamid-Karzai est devenu le seul moyen sûr de quitter l'Afghanistan désormais aux mains des talibans. Les problèmes de sécurité ont augmenté après que des centaines de membres de l'État islamique se sont échappés des prisons de Bagram (en) et de Pul-e-Charkhi (en). Quelques heures avant l'attentat, des diplomates américains à Kaboul ont demandé aux citoyens américains de quitter l'aéroport en raison de menaces importantes. Le sous-secrétaire d'État parlementaire des Forces armées du Royaume-Uni, James Heappey, avait également mis en garde contre une menace hautement crédible d'attentat à l'aéroport de Kaboul par des djihadistes de l'État islamique. Les ambassades des États-Unis, du Royaume-Uni et de l'Australie ont également mis en garde leurs ressortissants sur place contre les menaces de sécurité élevées pesant sur l'aéroport en leur demandant d’éviter ses abords,.
Le président américain Joe Biden a également reçu plusieurs rapports faisant état d'un attentat possible au cours de la semaine l'ayant précédé.

## Attentat
L'attentat a été mené par l'État islamique au Khorassan (EI-K) au milieu de l'évacuation d'Afghanistan. Une foule de civils locaux et d'étrangers avait convergé vers l'aéroport pour quitter le pays.
À Abbey Gate, l'une des trois entrées de l'aéroport, près d'un canal d'égout, un kamikaze se fait exploser après s’être approché de soldats américains engagés dans l'opération Allies Refuge,. Après l'explosion, des coups de feu ont éclaté et toutes les entrées de l'aéroport ont été fermées. Le général Kenneth McKenzie, chef du commandement central américain en charge de l'Afghanistan, affirme dans un premier temps que ces tirs sont dus à « des jihadistes de l'EI armés qui ont fait feu sur les civils et les militaires »,. Le porte-parole des talibans, Zabihullah Mujahid, accuse quant à lui les soldats américains d'avoir tiré dans la foule après l'explosion dans un mouvement de panique. Interrogé sur la question lors de son point presse du 28 août, John Kirby, porte-parole du Pentagone, a déclaré que celui-ci menait son enquête et qu'il refusait de confirmer ou d'infirmer la possibilité que des militaires américains aient pu viser des civils dans la confusion après l'attentat,,.
Si une seconde explosion près de l'hôtel Baron — hôtel utilisé par les Occidentaux pour préparer les évacuations — a dans un premier temps été évoquée,,, le communiqué du Pentagone n'en mentionne qu'une. Une autre explosion entendue dans la nuit est liée à la destruction par les Américains d'Eagle Base, une base de la CIA à Kaboul.

## Bilan humain
L'attentat fait au moins 182 morts, dont 169 Afghans et 13 militaires américains, et plus de 200 blessés, dont 18 militaires américains. Des femmes et des enfants figurent parmi les victimes.
Les 13 militaires américains décédés ont été identifiés comme étant onze Marines, un soldat de l’US Army et un hospital corpsman (en) de l’US Navy. Il s'agit du plus grand nombre de soldats américains tués en Afghanistan depuis plus d'une décennie, lorsqu'un hélicoptère CH-47D Chinook avait été abattu par les talibans dans l'est de Kaboul, causant la mort des 38 personnes qui se trouvaient à son bord, dont 31 Américains.
Le Royaume-Uni rapporte également que « deux Britanniques et un enfant de Britanniques » ont péri lors de l'attentat,.
Quant aux talibans, leur porte-parole Zabihullah Mujahid nie dans une interview avec Radio Azadi qu'ils aient perdu des combattants, contrairement à une première déclaration faisant état de 28 talibans tués.

## Revendication
L'État islamique au Khorassan a rapidement revendiqué l'attentat à travers un communiqué en arabe de son agence de propagande, Amaq, et révélé l'identité du kamikaze — Abdul Rahman al-Logari (ou Abd al-Rahman al-Lughari), un Afghan originaire de la province du Logar — qui aurait réussi à franchir tous les barrages et à s'approcher au plus près des soldats américains — à moins de cinq mètres — avant de déclencher sa ceinture d'explosifs,,,,.

## Suites

### Représailles américaines
L’armée américaine mène plusieurs actions contre des membres présumés de l'État islamique au Khorassan.
Le 27 août, un drone frappe un véhicule à Jalalabad, dans la province de Nangarhar, tue deux de ses occupants et en blesse un troisième,,. Les cibles seraient des membres importants de l'organisation,. Selon le Guardian,  
plusieurs civils dont des enfants auraient été accidentellement tués,.
Dans la nuit du 29 au 30 août, une autre attaque de drone cible dans le quartier de Khaje Bughra à Kaboul une voiture présentée comme remplie d'explosifs destinée à mener un nouvel attentat au sein de l'aéroport de Kaboul et tue ses deux occupants,,,,. Une dizaine de civils, dont plusieurs enfants, auraient toutefois été tués au cours de cette frappe,,,,. 
Une enquête ultérieure du New York Times, publiée le 9 septembre, conteste la version officielle,, : la frappe n'aurait pas touché un djihadiste, mais Ezmarai Ahmadi, un employé de 43 ans travaillant depuis 2006 pour l'ONG humanitaire américaine Nutrition and Education International basée en Californie. Celui-ci, qui avait fait une demande d'évacuation vers les États-Unis, n'aurait pas conduit une voiture chargée d'explosifs mais transportait des bidons d'eau. 
Le 17 septembre, l'armée américaine reconnaît que dix civils, dont sept enfants, ont effectivement été tués lors de la frappe du 29 août,,,. Le général Kenneth McKenzie, dernier commandant en chef des forces américaines en Afghanistan, déclare : « Il est improbable que le véhicule et ceux qui sont morts aient été liés avec l'EI-K. [...] Notre enquête conclut désormais que cette frappe était une erreur tragique. [...] J'offre mes sincères condoléances à la famille et aux amis de ceux qui ont été tués. » À la suite d’une enquête menée par le Kenneth McKenzie et Richard Clarke, les soldats responsables du tir de drone ne seront pas jugés parce que cet acte est un « dysfonctionnement du processus de décision et d’éxecution ». L’armée américaine propose un dédommagement pour les familles des victimes.

### Actions de l'EI-K
Le 30 août, au moins six roquettes sont tirées vers l'aéroport de Kaboul par l'État islamique au Khorassan mais sont interceptées par le système de défense antimissiles de celui-ci,.

## Réactions

### Nationales
- Émirat islamique d'Afghanistan : à travers un tweet de leur porte-parole[51], les talibans ont condamné l'attentat, affirmant que « les cercles maléfiques seront strictement arrêtés ». À travers leur porte-parole Zabihullah Mujahid, le mouvement taliban a condamné ces attentats visant des civils[3]. Ce dernier a fait savoir que la zone ciblée était sous la responsabilité des soldats américains[3].
- Coalition nationale d'Afghanistan : Abdullah Abdullah, ancien chef de l'exécutif de l'Afghanistan et actuel leader de la Coalition nationale d'Afghanistan, a condamné l'attentat.

### Internationales
- France : le président français Emmanuel Macron a exprimé son plein soutien à la coordination avec les « alliés américains » en réponse aux explosions[52].
- Italie : le président du conseil des ministres Mario Draghi a condamné cet attentat visant des civils et a exprimé une nouvelle fois son attachement au droit des femmes, qui sera la tâche du G20[53].
- Espagne : Pedro Sánchez a condamné l'attentat de l'aéroport de Kaboul alors que l'Espagne continue les évacuations[54].
- Allemagne : la chancelière allemande Angela Merkel a condamné cet attentat et a annulé le voyage en Israël prévu la semaine prochaine pour surveiller l'évacuation des troupes allemandes depuis Berlin[55],[56],[57].
- Israël : le ministre des Affaires étrangères Yair Lapid a déclaré qu'il était « choqué et attristé » par l'attentat, a offert des prières aux familles des personnes tuées et a appelé à la coopération entre les États-Unis et Israël contre le terrorisme[58].
- Turquie : le ministre des Affaires étrangères Mevlüt Çavuşoğlu a condamné l'attentat, déclarant : « Profondément attristé par les pertes en vies humaines après l'attentat d'aujourd'hui à Kaboul. Condamne fermement cet attentat terroriste odieux. Exprime mes condoléances aux familles des personnes tuées et mes vœux de prompt rétablissement aux blessés »[59].
- Ukraine : le président Volodymyr Zelensky a présenté ses condoléances aux victimes américaines et afghanes des attentats et a déclaré que les pays « doivent travailler ensemble pour évacuer ceux qui ont besoin d'aide »[54].
- Royaume-Uni : le premier ministre Boris Johnson a qualifié l'attentat de « barbare » et a déclaré que le Royaume-Uni poursuivrait l'opération Pitting, l'évacuation d'Afghanistan. Johnson a également exprimé ses condoléances aux soldats américains et aux civils afghans qui « ont très malheureusement perdu la vie »[60].
- États-Unis : le président Joe Biden a fermement condamné l'attentat en promettant des représailles envers l'État islamique en Afghanistan[61]. Les membres républicains du Congrès américain ont critiqué la gestion par l'administration Biden du retrait des troupes américaines du pays, y compris le chef de la minorité parlementaire Kevin McCarthy, qui a déclaré que Biden « doit prendre des mesures décisives pour protéger nos troupes »[62],[63]. Biden a également reporté sa réunion prévue avec le Premier ministre israélien Naftali Bennett en raison des attentats. Nancy Pelosi pour la chambre des représentants a exprimé ses condoléances pour les familles des marines[54].
- Belgique : le premier ministre Alexander De Croo a déclaré être « horrifié » par les attentats terroristes et adresse ses condoléances aux familles des victimes ainsi qu'« un hommage à tous les soldats qui servent et sauvent des vies »[64].
- Nations unies : le Secrétaire général António Guterres a condamné les attentats, déclarant : « Je suis avec une vive préoccupation la situation à l'aéroport de Kaboul et condamne fermement l'horrible attentat terroriste d'aujourd'hui. L'incident souligne la volatilité de l'Afghanistan, mais renforce également notre détermination à continuer de fournir une aide d'urgence au peuple afghan[65]. »
- OTAN : Jens Stoltenberg a condamné cet attentat et a affirmé que la priorité restait l’évacuation des ressortissants occidentaux et des civils afghans[3].